# Agrostis tilenii
Agrostis tilenii är en gräsart som beskrevs av G.Nieto Fel. och Santiago Castroviejo. Agrostis tilenii ingår i släktet ven, och familjen gräs. Inga underarter finns listade i Catalogue of Life.